# برستوواتس (کنیچ)
برستوواتس (به صربی: Brestovac) یک روستا در صربستان است که در کنیچ واقع شده‌است.